# 15 de janeiro
15 de janeiro é o 15.º dia do ano no calendário gregoriano. Faltam 350 dias para acabar o ano (351 em anos bissextos).

## Eventos históricos

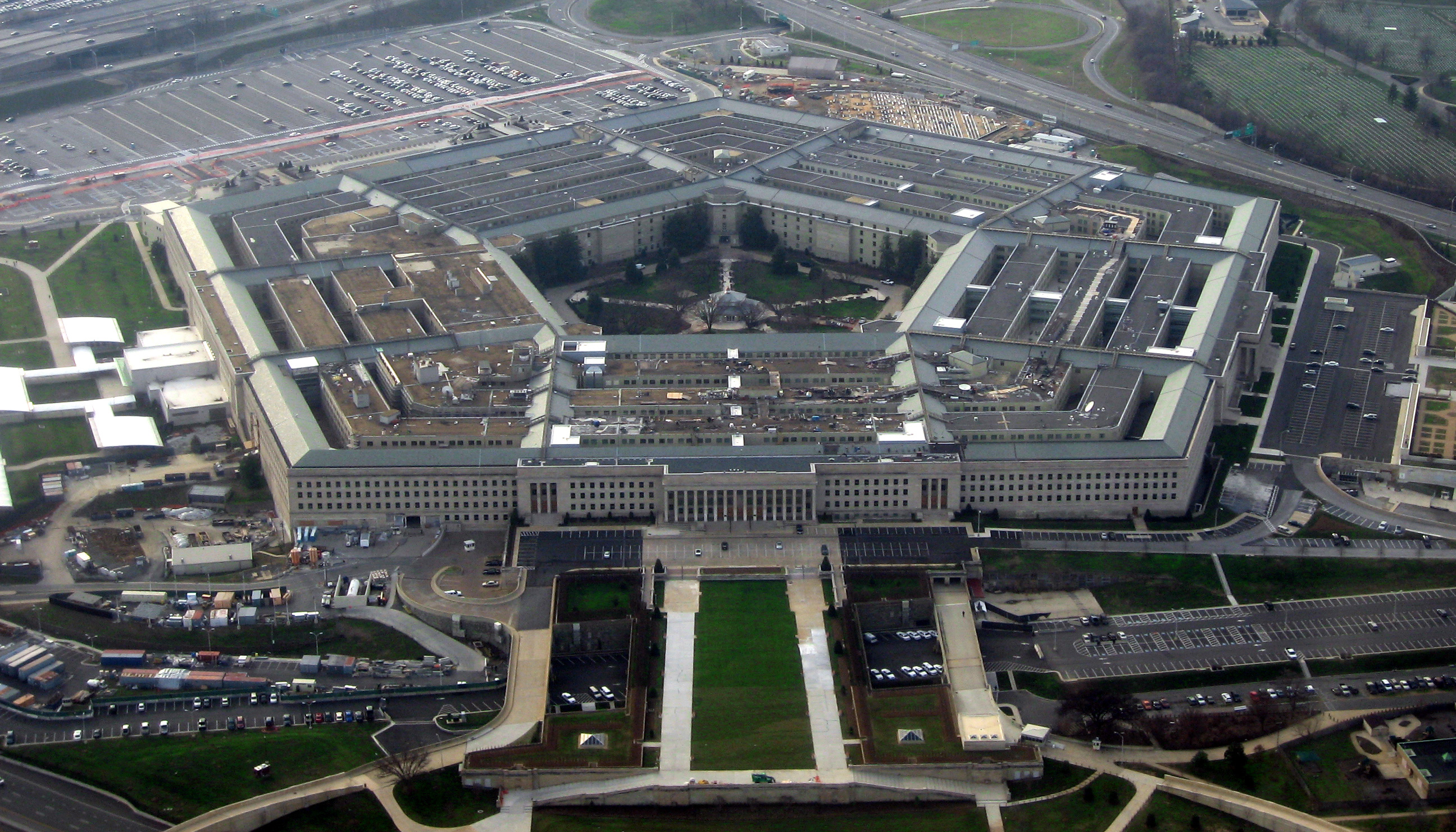
1943: O Pentágono

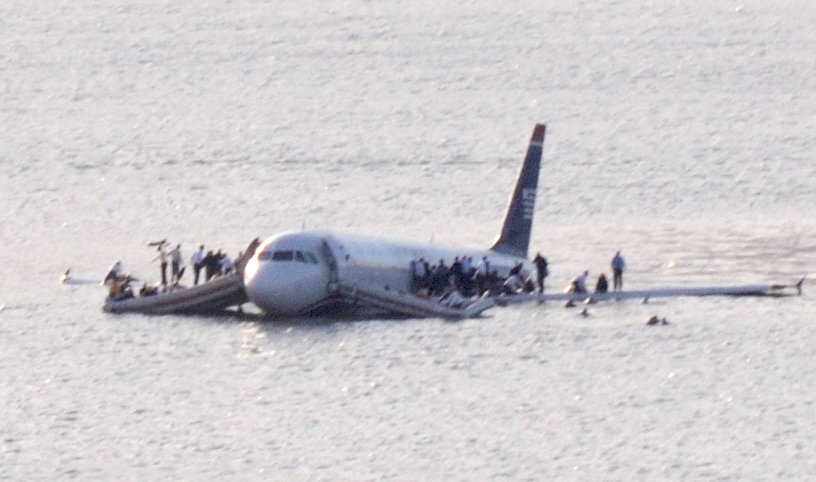
2009: Voo US Airways 1549

2022: Erupção do Hunga Tonga

- 0069 — Otão toma o poder em Roma, proclamando-se Imperador romano, mas governa por apenas três meses antes de cometer suicídio.
- 0708 — Eleito o papa Sisínio.
- 1541 — O rei Francisco I da França dá a Jean-François Roberval uma comissão para estabelecer a província da Nova França (Canadá) e prover a propagação da "Santa Fé Católica".[1]
- 1559 — Elizabeth I é coroada Rainha da Inglaterra na Abadia de Westminster, em Londres.[2]
- 1582 — Paz de Jam Zapolski: a Rússia cede a Livônia à República das Duas Nações.
- 1699 — Sancionada por Pedro II de Portugal a Carta Régia que criou as chamadas Aulas Militares, primeiro ato que levará, um século depois (1792), a fundação do Instituto Militar de Engenharia do Brasil.
- 1759 — Inauguração do Museu Britânico.
- 1777 — Guerra de Independência dos Estados Unidos: República de Vermont (atual Vermont) declara sua independência.
- 1818 — Um artigo de David Brewster é lido na Royal Society, anunciando tardiamente sua descoberta do que agora chamamos de classe biaxial de cristais duplamente refrativos. No mesmo dia, Augustin-Jean Fresnel assina um "suplemento" (apresentado quatro dias depois) sobre a reflexão da luz polarizada.
- 1834 — O exército liberal conquista Leiria durante a Guerra Civil Portuguesa.
- 1865 — Guerra Civil Americana: Fort Fisher, na Carolina do Norte, cai para a União, tomando assim o último grande porto marítimo dos Confederados.[3]
- 1889 — The Coca-Cola Company, então conhecida como Pemberton Medicine Company, é incorporada em Atlanta.
- 1892 — James Naismith publica as regras do basquetebol.
- 1908 — Alpha Kappa Alpha torna-se a primeira irmandade estabelecida e incorporada por mulheres afro-estadunidenses universitárias.
- 1919
  - Inundação de melaço de Boston: um grande tanque de armazenamento de melaço rompe, espalhando o produto pelas ruas de Boston, Massachusetts, matando 21 pessoas e ferindo 150.
  - Os revolucionários comunistas alemães Rosa Luxemburgo e Karl Liebknecht são assassinados por grupos paramilitares, após sequestro e tortura, por ordem do governo socialdemocrata alemão.
- 1920 — É nomeado em Portugal o 22.º governo republicano, chefiado pelo presidente do Ministério indigitado Francisco Fernandes Costa, governo que não chega a tomar posse, sendo derrubado nesse mesmo dia, no episódio que ficou conhecido como Governo dos Cinco Minutos.
- 1934 — Um terremoto de 8,0 Mw no Nepal-Bar atinge uma intensidade máxima de Mercalli de XI (Catastrófico), matando cerca de 6 000 a 10 700 pessoas.[4]
- 1936 — O primeiro edifício totalmente coberto de vidro, construído para a Owens-Illinois Glass Company, é concluído em Toledo, Ohio.
- 1937 — Guerra Civil Espanhola: Nacionalistas e Republicanos se retiraram depois de sofrer pesadas perdas, terminando a Segunda Batalha da Estrada da Corunha.
- 1943
  - Segunda Guerra Mundial: começa a contra-ofensiva soviética em Voronej.
  - Inauguração do Pentágono em Arlington, Virgínia.
- 1947 — Assassinato da Dália Negra: o cadáver mutilado e esquartejado de Elizabeth Short é encontrado em Los Angeles.
- 1949 — Guerra Civil Chinesa: As forças comunistas tomam Tianjin do governo nacionalista.
- 1962 — Papiro de Derveni, o manuscrito sobrevivente mais antigo da Europa datando de 340 a.C., é encontrado no norte da Grécia.
- 1966 — Primeira República da Nigéria, liderada por Abubakar Tafawa Balewa, é derrubada por um golpe de Estado militar.
- 1967 — O primeiro Super Bowl, nome pelo qual é conhecida a partida final da Liga Nacional de Futebol (Americano), o campeonato nacional de futebol americano dos Estados Unidos, é disputado em Los Angeles. Os Green Bay Packers derrotaram os Kansas City Chiefs por 35–10.[5]
- 1969 — União Soviética lança a Soyuz 5.
- 1970
  - Guerra Civil da Nigéria: os rebeldes do Biafra se renderam após uma luta fracassada de 32 meses pela independência da Nigéria.
  - Muammar Kadhafi é proclamado primeiro-ministro da Líbia.
- 1973 — Guerra do Vietnã: citando progressos nas negociações de paz, o presidente estadunidense Richard Nixon anuncia a suspensão de ação ofensiva no Vietnã do Norte.
- 1975 — Assinado o Acordo de Alvor, em que Portugal reconhece a independência de Angola.
- 1977 — O voo 618 da Linjeflyg cai em Kälvesta, perto do Aeroporto de Estocolmo-Bromma, em Estocolmo, Suécia, matando 22 pessoas.[6]
- 1981 — Papa João Paulo II recebe uma delegação do Solidariedade (sindicato polonês) no Vaticano liderada por Lech Wałęsa.
- 1985 — Tancredo Neves é eleito indiretamente presidente do Brasil, encerrando a ditadura militar brasileira.
- 1989 — No Brasil, o Ministro da Fazenda Maílson da Nóbrega lança o Plano Verão e uma nova moeda no país: o cruzado novo.
- 1991 — O prazo das Nações Unidas para a retirada das forças iraquianas do Kuwait ocupado expira, preparando o caminho para o início da Operação Tempestade no Deserto.
- 2001
  - Lançamento da Wikipédia, uma enciclopédia livre de conteúdo wiki.
  - Primeiro voo da Gol Transportes Aéreos.
- 2005 — SMART-1 da Agência Espacial Europeia descobre elementos como cálcio, alumínio, silício, ferro e outros elementos na superfície na Lua.
- 2006 — Chegada da sonda Stardust à Terra com amostras de material recolhido em cometas.
- 2009 — Avião do voo US Airways 1549 pousa com segurança no rio Hudson depois de colidir com pássaros poucos minutos após a decolagem. Isso ficou conhecido como "O Milagre no Hudson", já que todas as 155 pessoas a bordo foram resgatadas.
- 2013 — Um trem que transportava recrutas do Exército egípcio descarrila perto de Gizé, no Grande Cairo, matando 19 pessoas e ferindo outras 120.[7]
- 2015 — O Banco Nacional da Suíça abandona o limite do valor do franco suíço em relação ao euro, causando turbulência nos mercados financeiros internacionais.[8]
- 2016
  - O exército queniano sofre sua pior derrota em uma batalha contra os insurgentes islâmicos Al-Shabaab em El Adde, na Somália. Estima-se que 150 soldados quenianos morreram na batalha.
  - Atentado terrorista em Ouagadougou, Burkina Faso, causa pelo menos 20 mortes.
- 2019 — Parlamento britânico rejeita o acordo de saída do Reino Unido da União Europeia. O governo de Theresa May no Reino Unido sofre a maior derrota governamental dos tempos modernos.[9]
- 2019 - Militantes somalis atacam o hotel DusitD2 em Nairóbi, no Quênia, matando pelo menos 21 pessoas e ferindo 19.[10]
- 2020
  - Após a reconstrução, a Estação Antártica Comandante Ferraz é inaugurada pelo vice-presidente do Brasil Hamilton Mourão.
  - O Ministério da Saúde, Trabalho e Bem-Estar do Japão confirma o primeiro caso de COVID-19 no Japão.
  - Mikhail Mishustin é nomeado primeiro-ministro da Rússia após renúncia de Dmitri Medvedev e seu gabinete.
- 2021
  - Sismo de magnitude 6,2 atinge a ilha de Celebes, na Indonésia, matando pelo menos 67 pessoas e ferindo centenas.
  - Devido a escândalo de fraude no abono de família, terceiro governo do primeiro-ministro dos Países Baixos Mark Rutte pede demissão.
- 2022 — O vulcão Hunga Tonga-Hunga Ha'apai entra em erupção, cortando as comunicações com Tonga e causando um tsunâmi no Pacífico.
- 2023 — O voo 691 da Yeti Airlines cai perto do Aeroporto Internacional de Pokhara, matando todas as 72 pessoas a bordo.
- 2025 — Acordo de cessar-fogo interrompe a Guerra Israel-Hamas.

## Nascimentos

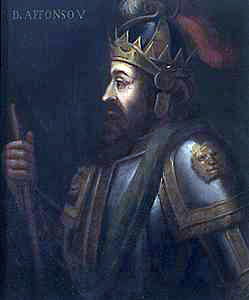
Afonso V de Portugal

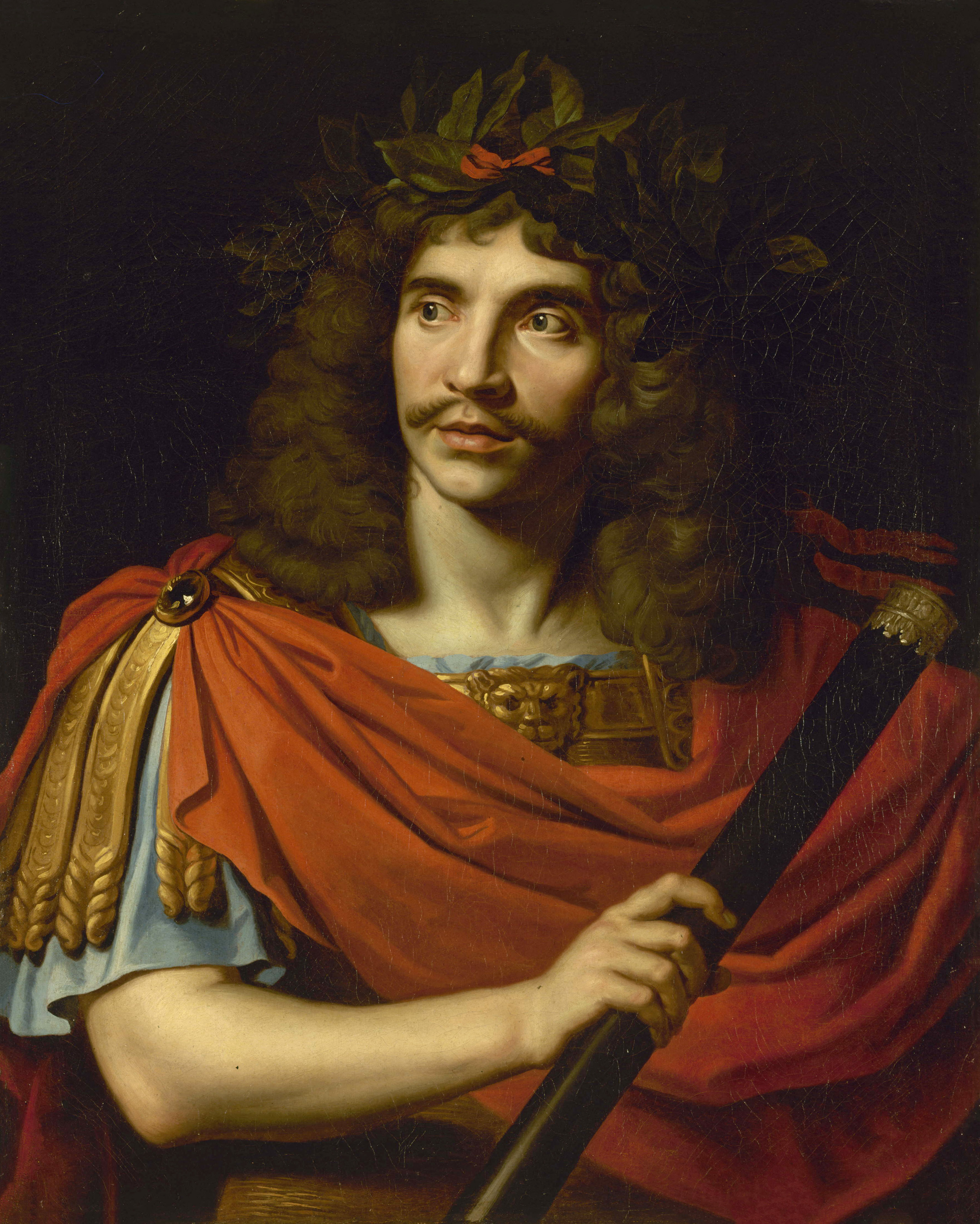
Molière

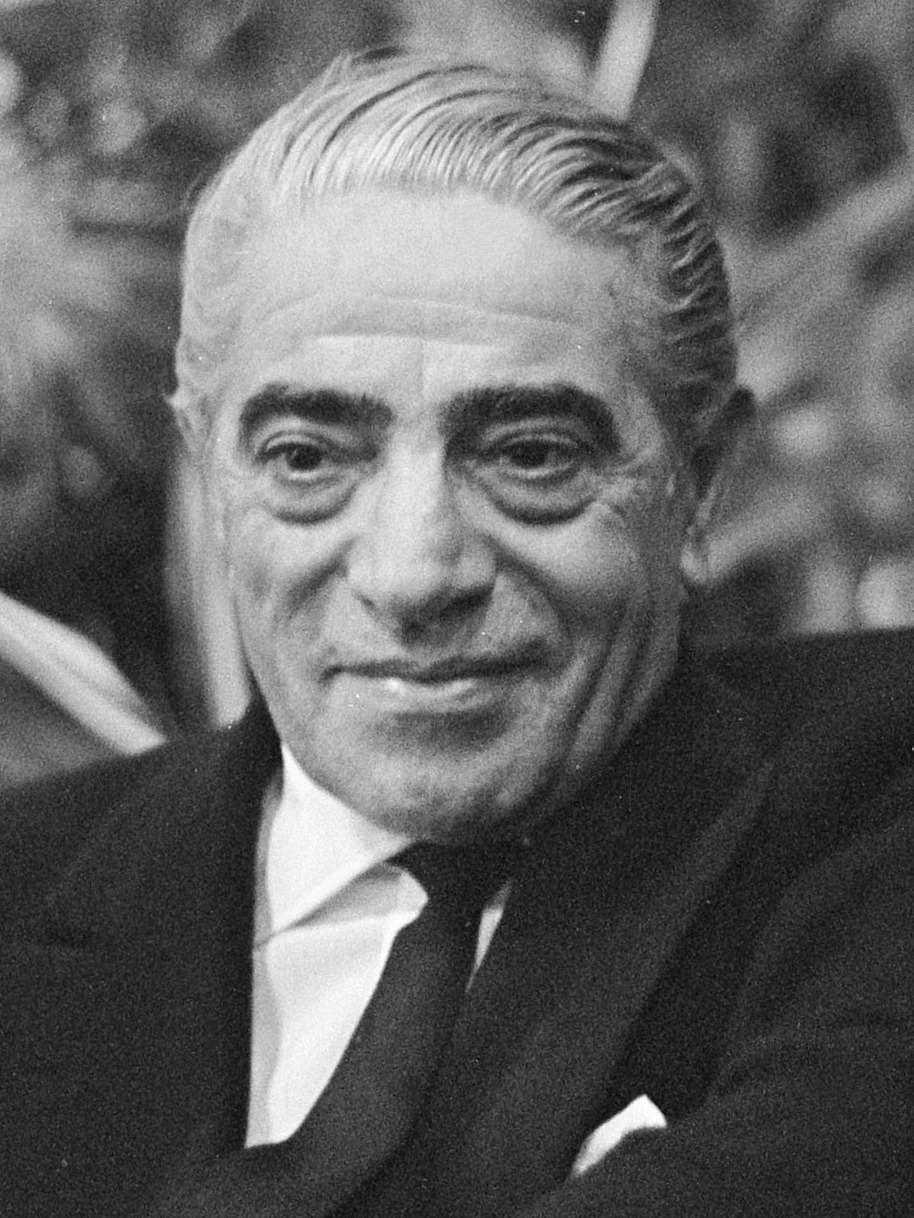
Aristóteles Onassis

Maria Lenk

João Figueiredo

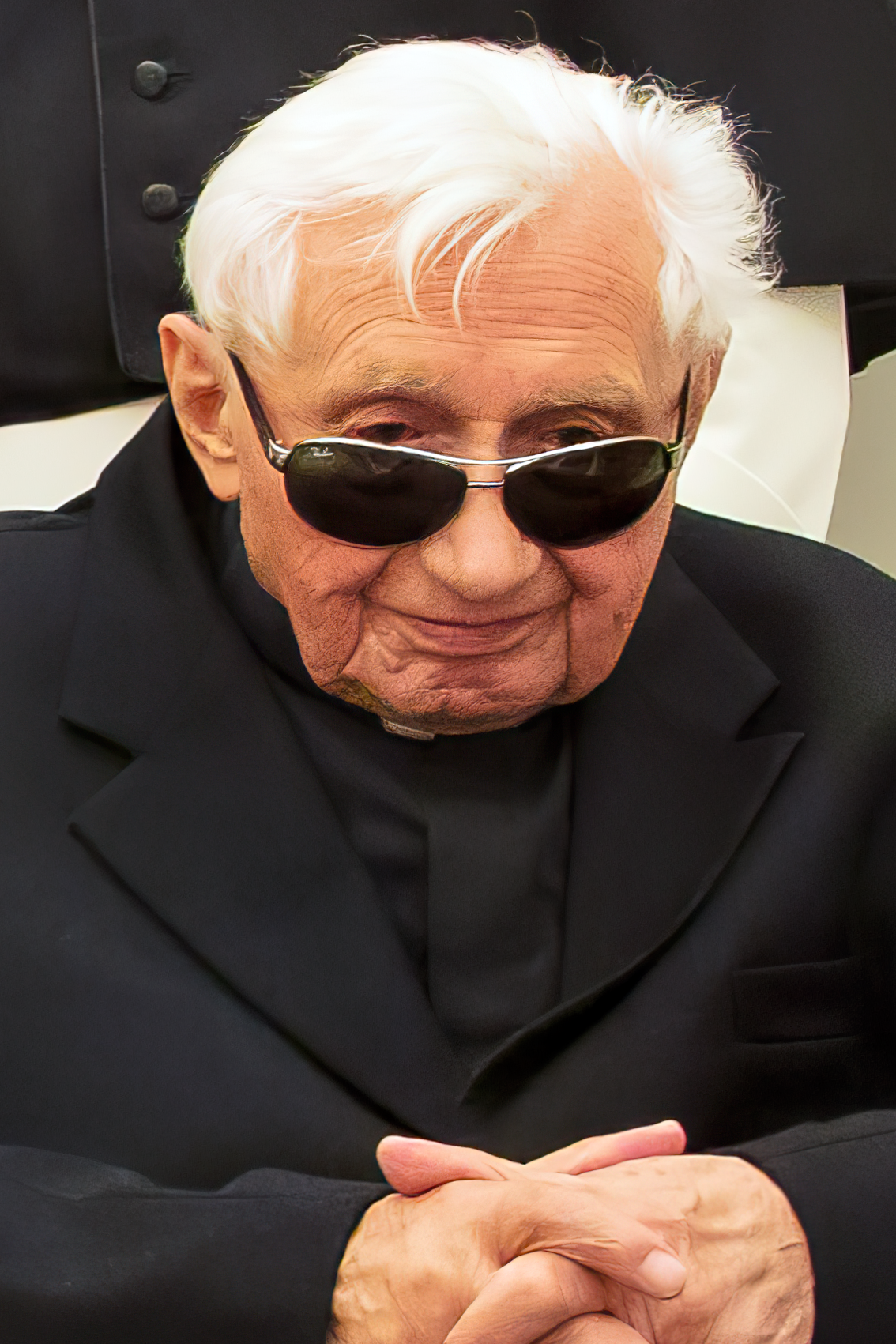
Georg Ratzinger

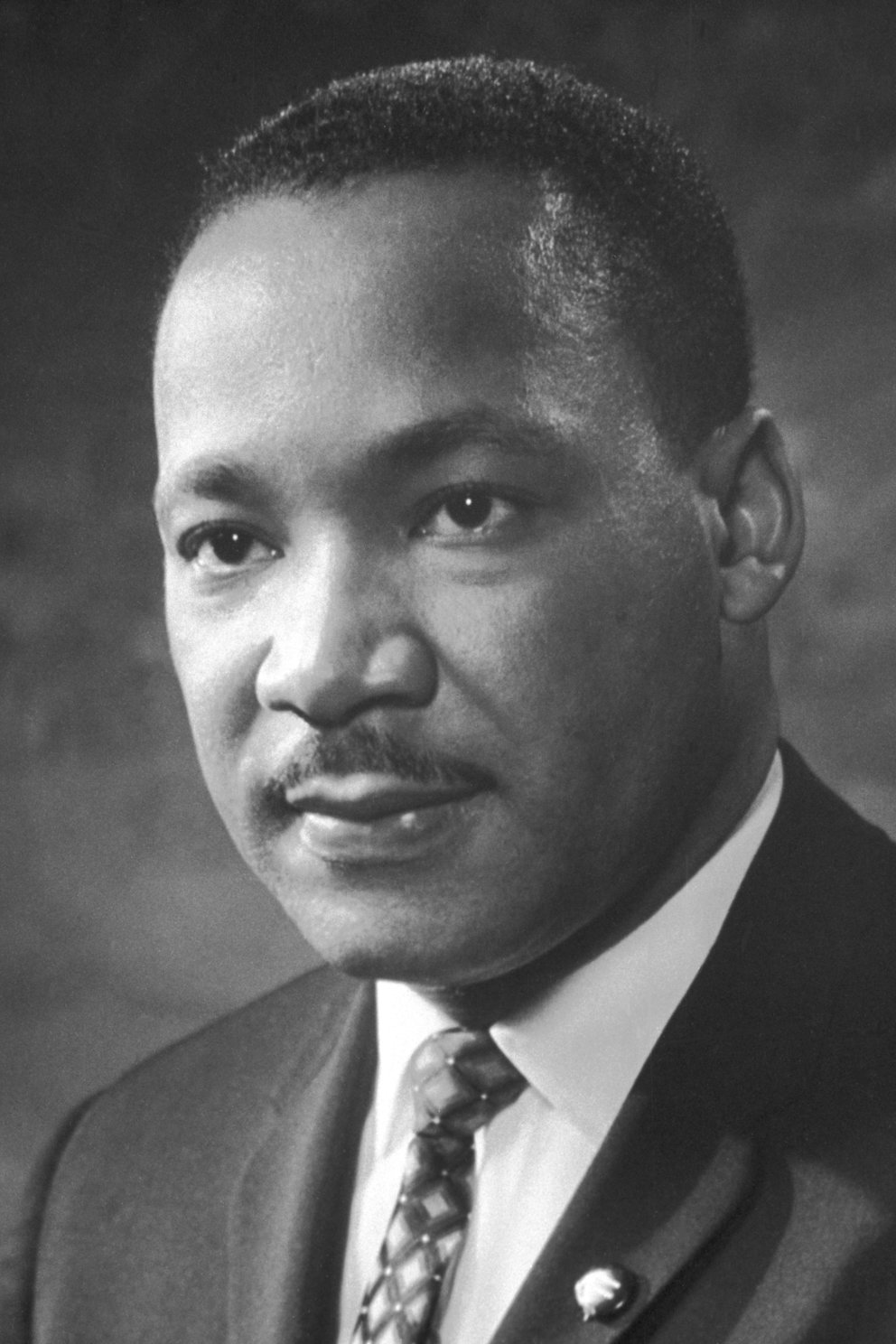
Martin Luther King Jr

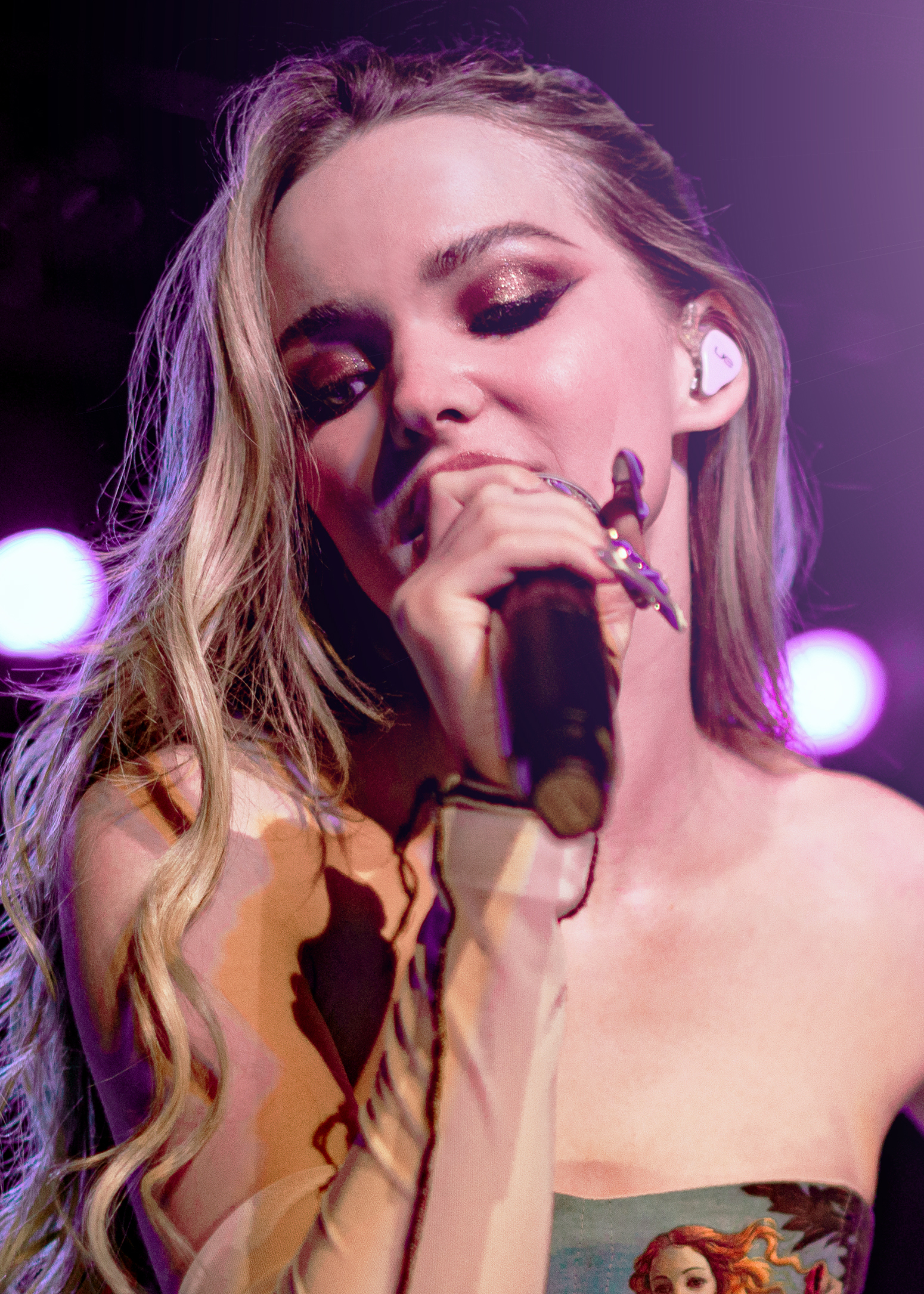
Dove Cameron

### Anterior ao século XIX
- 1342 — Filipe II da Borgonha (m. 1404).
- 1432 — Afonso V de Portugal (m. 1481).
- 1481 — Ashikaga Yoshizumi xogum japonês (m. 1511).
- 1538 — Toshiie Maeda, general japonês (m. 1599).
- 1622 — Molière, ator e dramaturgo francês (m. 1673).
- 1791 — Franz Grillparzer, escritor, poeta e dramaturgo austríaco (m. 1872).
- 1795 — Alexandr Griboiedov, dramaturgo, compositor e poeta russo (m. 1829).
- 1797 — João Baptista da Silva Pereira, industrial luso-brasileiro (m. 1853).

### Século XIX
- 1809 — Pierre-Joseph Proudhon, filósofo político e economista francês (m. 1865).
- 1812 — Peter Christen Asbjørnsen, escritor e pesquisador norueguês (m. 1885).
- 1823 — Henriques Nogueira, estudioso português (m. 1858).
- 1824 — Marie Duplessis, cortesã francesa (m. 1847).
- 1829 — Agénor Bardoux, advogado, escritor e político francês (m. 1897).
- 1834 — Frederick du Cane Godman, zoólogo britânico (m. 1919).
- 1841 — Frederick Stanley, 16.º Conde de Derby, capitão e político britânico (m. 1908).
- 1842
  - Josef Breuer, médico e psiquiatra austríaco (m. 1925).
  - Mary MacKillop, freira e santa australiana (m. 1909).
- 1850
  - Leonard Darwin, militar, eugenista e político britânico (m. 1943).
  - Mihai Eminescu, jornalista, escritor e poeta romeno (m. 1889).
  - Sofia Kovalevskaya, matemática e física russo-sueca (m. 1891).
- 1863 — Wilhelm Marx, advogado e político alemão (m. 1946).
- 1866 — Nathan Söderblom, arcebispo, historiador e acadêmico sueco (m. 1931).
- 1869
  - Ruby Laffoon, advogado e político estadunidense (m. 1941).
  - Stanisław Wyspiański, poeta, dramaturgo e pintor polonês (m. 1907).
- 1875 — Tom Burke, velocista, treinador e jornalista estadunidense (m. 1929).
- 1891 — Osip Mandelstam, poeta e tradutor russo (m. 1938).
- 1895 — Artturi Ilmari Virtanen, químico e acadêmico finlandês (m. 1973).
- 1896 — Marjorie Bennett, atriz australiana (m. 1982).

### Século XX

#### 1901–1950
- 1906 — Aristóteles Onassis, magnata grego (m. 1975).
- 1907 — Janusz Kusociński, corredor e militar polonês (m. 1940).
- 1908 — Edward Teller, físico e acadêmico húngaro-estadunidense (m. 2003).
- 1909 — Gene Krupa, baterista, compositor e ator estadunidense (m. 1973).
- 1912 — Michel Debré, advogado e político francês (m. 1996).
- 1913
  - Lloyd Bridges, ator estado-unidense (m. 1998).
  - Alexander Marinesko, tenente ucraniano-russo (m. 1963).
- 1914 — Hugh Trevor-Roper, historiador e acadêmico britânico (m. 2003).
- 1915 — Maria Lenk, nadadora brasileira (m. 2007).
- 1916 — Henri Frans de Ziel, poeta surinamês (m. 1975).
- 1918
  - Gamal Abdel Nasser, coronel e político egípcio (m. 1970).
  - João Figueiredo, militar e político brasileiro, 30.° presidente do Brasil (m. 1999).
  - Édouard Gagnon, cardeal canadense (m. 2007).
- 1919
  - Maurice Herzog, montanhista e político francês (m. 2012).
  - George Cadle Price, político belizense (m. 2011).
- 1920 — John Joseph O'Connor, cardeal estadunidense (m. 2000).
- 1923
  - Flávio Cavalcanti, jornalista, compositor e apresentador de televisão brasileiro (m. 1986).
  - Lee Teng-hui, economista e político taiwanês-chinês (m. 2020).
- 1924 — Georg Ratzinger, presbítero e músico alemão (m. 2020).
- 1925 — Ignacio López Tarso, ator mexicano (m. 2023).
- 1926 — Maria Schell, atriz austro-suíça (m. 2005).
- 1927 — Phyllis Coates, atriz estadunidense (m. 2023).
- 1929 — Martin Luther King Jr., pastor protestante e ativista político estadunidense (m. 1968).
- 1931 — Alfred W. Crosby, escritor e historiador estadunidense (m. 2018).
- 1932 — Louis Jones, velocista estadunidense (m. 2006).
- 1933 — Ernest J. Gaines, escritor e acadêmico estadunidense (m. 2019).
- 1937 — Margaret O'Brien, atriz e cantora estadunidense.
- 1938 — Bruce Hart, compositor estadunidense (m. 2006).
- 1939 — Per Ahlmark, jornalista e político sueco (m. 2018).
- 1941 — Captain Beefheart, cantor, compositor, músico e artista estadunidense (m. 2010).
- 1943 — Arnaldo Cezar Coelho, ex-árbitro de futebol brasileiro.
- 1945 — Maria Cristina, Princesa Miguel de Kent.
- 1947 — Andrea Martin, atriz, cantora e roteirista estadunidense-canadense.
- 1948 — Ronnie Van Zant, cantor e compositor estadunidense (m. 1977).
- 1950 — Marius Trésor, ex-futebolista e treinador francês.

#### 1951–2000
- 1952 — Andrzej Fischer, futebolista polonês (m. 2018).
- 1953
  - Randy White, jogador de futebol estadunidense.
  - Dave Kennedy, ex-automobilista irlandês.
- 1955 — Andreas Gursky, fotógrafo alemão.
- 1956 — João Carlos Costa, treinador brasileiro de futebol.
- 1957
  - David Ige, político estadunidense.
  - Mario Van Peebles, ator e diretor estadunidense.
  - Sogo Ishii, cineasta japonês.
- 1958
  - Carlos Manuel, ex-futebolista e treinador de futebol português.
  - Boris Tadić, psicólogo e político sérvio.
- 1963 — Bruce Schneier, criptógrafo e escritor estadunidense.
- 1963 – Conrad Lant, músico inglês.
- 1965
  - Maurizio Fondriest, ex-ciclista italiano.
  - Bernard Hopkins, ex-boxeador e treinador estadunidense.
  - James Nesbitt, ator britânico.
- 1968 — Chad Lowe, ator, diretor e produtor estadunidense.
- 1970
  - Shane McMahon, ex-lutador e empresário estadunidense.
  - Daniel Borimirov, ex-futebolista búlgaro.
  - Raúl Otero, ex-futebolista uruguaio.
- 1971 — Regina King, atriz estadunidense.
- 1972 — Kobe Tai, atriz estadunidense.
- 1973
  - Tomáš Galásek, ex-futebolista tcheco.
  - Essam El-Hadary, ex-futebolista egípcio.
- 1974
  - Adam Ledwoń, futebolista polonês (m. 2008).
  - Emílio Orciollo Netto, ator brasileiro.
- 1975 — Mary Pierce, ex-tenista francesa.
- 1976 — Rodrigo Fabri, ex-futebolista brasileiro.
- 1977 — Giorgia Meloni, política italiana.
- 1978
  - Eddie Cahill, ator estadunidense.
  - Franco Pellizotti, ciclista italiano.
  - Jamie Clayton, atriz e modelo estadunidense.
- 1979
  - Drew Brees, ex-jogador de futebol estadunidense.
  - Antônio Firmino, ator, bailarino e modelo brasileiro (m. 2013).
  - Diego Miranda, DJ e produtor português.
  - Martin Petrov, ex-futebolista búlgaro.
  - Anthony Šerić, futebolista croata.
- 1980 — Matt Holliday, jogador de beisebol estadunidense.
- 1981
  - El Hadji Diouf, futebolista senegalês.
  - Pitbull, rapper e produtor estadunidense.
  - Vanessa Henke, ex-tenista alemã.
- 1982
  - Benjamin Agosto, ex-patinador artístico estadunidense.
  - Júlio Campos, automobilista brasileiro.
- 1983
  - André Claro Amaral Ventura, político português.
  - Edinho, futebolista brasileiro.
  - Hugo Viana, futebolista português.
- 1984
  - Ben Shapiro, escritor e comentarista estadunidense.
  - Megan Jendrick, nadadora estadunidense.
- 1985 — René Adler, futebolista alemão.
- 1986 — Osea Vakatalesau, futebolista fijiano.
- 1987
  - Eduardo Sterblitch, ator, roteirista e apresentador de televisão brasileiro.
  - Jesus Luz, modelo, ator e DJ brasileiro.
  - Tsegay Kebede, atleta etíope.
  - Aaron Clapham, futebolista neozelandês.
- 1988
  - Daniel Caligiuri, futebolista alemão.
  - Skrillex, DJ e produtor estadunidense.
- 1990 — Fernando Forestieri, futebolista italiano.
- 1991
  - Marc Bartra, futebolista espanhol.
  - Nicolai Jørgensen, futebolista dinamarquês.
  - Darya Klishina, atleta russa.
- 1992
  - Joël Veltman, futebolista neerlandês.
  - Narumi Takahashi, patinadora artística japonesa.
- 1994
  - Eric Dier, futebolista britânico.
  - Erick Pulgar, futebolista chileno.
- 1996 — Dove Cameron, atriz e cantora estadunidense.
- 1997 — Valentina Zenere, atriz, cantora e modelo argentina.
- 1998 — Lidiya Zablotskaya, cantora bielorrussa.
- 1999 — Kevin Álvarez Campos, futebolista mexicano.
- 2000 — Wachirawit Ruangwiwat, ator tailandês.

### Século XXI
- 2004 — Grace VanderWaal, cantora e compositora americana.

## Mortes

### Anterior ao século XIX
- 0069 — Galba, imperador romano (n. 3 a.C.).
- 0570 — Ita da Irlanda, freira e santa irlandesa (n. 475).
- 0849 — Teofilacto, imperador bizantino (n. 793).
- 0936 — Raul, rei da Frância Ocidental (n. 880).
- 1149 — Berengária de Barcelona, rainha consorte de Castela (n. 1116).
- 1568 — Catarina Carey, dama de companhia inglesa (n. 1524).
- 1623 — Paolo Sarpi, advogado, historiador e acadêmico italiano (n. 1552).
- 1775 — Giovanni Battista Sammartini, organista e compositor italiano (n. 1700).
- 1790 — John Landen, matemático e teórico britânico (n. 1719).

### Século XIX
- 1804 — Dru Drury, entomologista e escritor britânico (n. 1725).
- 1815 — Emma Hamilton, amante anglo-francesa (n. 1761).
- 1850 — Manuel Inácio da Cunha e Meneses, militar e político brasileiro (n. 1779).
- 1866 — Massimo d'Azeglio, escritor, pintor e político italiano (n. 1798).
- 1874 — Alexandrina Dawson-Damer, Condessa de Portarlington (n. 1810).
- 1876 — Eliza McCardle Johnson, primeira-dama dos Estados Unidos (n. 1810).
- 1893 — Fanny Kemble, atriz e escritora britânica (n. 1809).
- 1896 — Mathew Brady, fotógrafo e jornalista estadunidense (n. 1822).

### Século XX
- 1909 — Arnaldo Janssen, padre e missionário alemão (n. 1837).
- 1919
  - Rosa Luxemburgo, economista, teórica e filósofa alemã (n. 1871).
  - Karl Liebknecht político alemão (n. 1871).
- 1926 — Enrico Toselli, pianista e compositor italiano (n. 1883).
- 1927 — Dawid Janowski, enxadrista polonês (n. 1868).
- 1945 — Wilhelm Wirtinger, matemático e teórico austro-alemão (n. 1865).
- 1967 — David Burliuk, escritor e ilustrador ucraniano (n. 1882).
- 1970 — Frank Clement, automobilista britânico (n. 1886).
- 1973 — Ivan Petrovsky, matemático e acadêmico russo (n. 1901).
- 1974 — Harold D. Cooley, advogado e político estadunidense (n. 1897).
- 1981 — Graham Whitehead, automobilista britânico (n. 1922).
- 1984 — Fazıl Küçük, jornalista e político cipriota (n. 1906).
- 1987 — Ray Bolger, ator, cantor e dançarino estadunidense (n. 1904).
- 1988
  - Seán MacBride, ativista e político republicano irlandês (n. 1904).
  - Viana Moog, jornalista, romancista e ensaísta brasileiro (n. 1906).
- 1993 — Sammy Cahn, compositor estadunidense (n. 1913).
- 1994 — Harry Nilsson, cantor e compositor estadunidense (n. 1941).
- 1996 — Moshoeshoe II do Lesoto (n. 1938).
- 1998
  - Gulzarilal Nanda, economista e político indiano (n. 1898).
  - Junior Wells,  cantor, compositor e gaitista estadunidense (n. 1934).
- 2000 — Željko Ražnatović, criminoso sérvio (n. 1952).

### Século XXI
- 2001 — Leo Marks, criptógrafo, dramaturgo e roteirista britânico (n. 1920).
- 2002 — Jean Dockx, futebolista belga (n. 1941).
- 2003 — Vivi-Anne Hultén, patinadora artística sueca (n. 1911).
- 2005
  - Victoria de los Ángeles, soprano e atriz espanhola (n. 1923).
  - Clark Darlton, escritor alemão (n. 1920).
- 2006 — Jaber Al-Ahmad Al-Sabah, governante do Kuwait (n. 1926).
- 2007
  - Barzan Ibrahim al-Tikriti, oficial de inteligência iraquiano (n. 1951).
  - Awad Hamed al-Bandar, advogado e juiz iraquiano (n. 1945).
  - James Hillier, cientista da computação e acadêmico canadense-estadunidense (n. 1915).
  - Maria Wallenstein, atriz e tradutora portuguesa (n. 1927).
  - Bo Yibo, comandante e político chinês (n. 1908).
- 2008 — Brad Renfro, ator estadunidense (n. 1982).
- 2009
  - Claudio Milar, futebolista uruguaio (n. 1974).
  - Said Siyam, político palestino (n. 1959).
- 2010
  - Bahman Jalali, fotógrafo iraniano (n. 1944).
  - Marshall Nirenberg, bioquímico estadunidense (n. 1927).
- 2011
  - Nat Lofthouse, futebolista e treinador britânico (n. 1925).
  - Susannah York, atriz e ativista britânica (n. 1939).
- 2012
  - Ed Derwinski, militar e político estadunidense (n. 1926).
  - Manuel Fraga Iribarne, advogado e político espanhol (n. 1922).
  - Hulett C. Smith, tenente e político estadunidense (n. 1918).
  - Fernando Peixoto, escritor, tradutor e ator brasileiro (n. 1937).
- 2013
  - Nagisa Ōshima, diretor e roteirista japonês (n. 1932).
  - Clayton Silva, ator e humorista brasileiro (n. 1938).
- 2014 — John Lowry Dobson, astrônomo e escritor sino-estadunidense (n. 1915).
- 2015
  - Kim Fowley, cantor, compositor, produtor e empresário estadunidense (n. 1939).
  - Chikao Ōtsuka, dublador japonês (n. 1929).
- 2016 — Manuel Velázquez, futebolista espanhol (n. 1943).
- 2017 — Jimmy Snuka, lutador profissional fijiano (n. 1943).
- 2018 — Dolores O'Riordan, cantora irlandesa (n. 1971).
- 2019
  - Carol Channing, atriz estadunidense (n. 1921).
  - Edyr de Castro, atriz e cantora brasileira (n. 1946).
- 2020 — Rocky Johnson, lutador canadense (n. 1944).

## Feriados e eventos cíclicos
- Dia Mundial do Compositor

### Internacional
- Dia de Hangul - Coreia do Norte

### Brasil
- Dia do Museu de Arte Moderna do Rio de Janeiro

#### Municipais
- Aniversário do Município de Unaí, MG
- Aniversário do município de Nova Iguaçu, RJ
- Aniversário do município de Paraíba do Sul, RJ
- Aniversário do município de Ouro Velho, PB
- Feriado de Santo Amaro em Campos dos Goytacazes, RJ; Jaboatão dos Guararapes, PE e outras cidades

### Portugal
- Santo Amaro - Feriado Municipal em Santa Cruz.

### Cristianismo
- Amaro de Alia
- Arnaldo Janssen
- Efísio
- Ita da Irlanda
- Macário do Egito
- Mauro de Glanfeuil
- Nossa Senhora de Banneux
- Paulo de Tebas
- Pierre de Castelnau

## Outros calendários
- No calendário romano era o 18.º dia (XVIII) antes das calendas de fevereiro.
- No calendário litúrgico tem a letra dominical A para o dia da semana.
- No calendário gregoriano a epacta do dia é xvi.